# Etmopterus unicolor
Etmopterus unicolor  (лат.) — вид рода чёрных колючих акул семейства (лат. Etmopteridae) отряда катранообразных. Распространён в юго-западной части Тихого океана, в юго-восточной части Индийского океана и, возможно, у побережья Южной Африки и Австралии на глубине свыше 300 м. Максимальный зарегистрированный размер 75 см. Тело коренастое, тёмно-коричневого или серо-коричневого цвета, нижняя сторона немного темнее верхней. У основания обоих спинных плавников имеются шипы. Анальный плавник отсутствует. Эти акулы размножаются яйцеживорождением, в помёте от 9 до 18 детёнышей. Рацион состоит из костистых рыб, головоногих и ракообразных. Коммерческой ценности не представляют.

## Таксономия
Впервые вид был описан в 1912 году как Spinax unicolor. Голотип представлял собой неполовозрелый самку длиной 55 см, пойманную в заливе Сагами, Япония. В 1965 году Токихару Абэ повторно описал вид и отнёс его к роду чёрных колючих акул. Южноафриканские  Etmopterus compagnoi и обитающие у побережья Австралии акулы вида Etmopterus «sp. B» в настоящее время предположительно считаются тем же видом, что и Etmopterus unicolor. Они образуют одну группу с ночными акулами, карибскими колючими акулами, Etmopterus schultzi, широкополосыми чёрными акулами, гребнезубыми чёрными акулами и Etmopterus perryi, которая характеризуется тем, что тело входящих в неё акул хаотично покрыто игловидными плакоидными чешуйками.

## Ареал
Официально подтверждено присутствие Etmopterus unicolor у южного побережья Хонсю, Япония, и у берегов Новой Зеландии. Если учитывать ' Etmopterus compagnoi и Etmopterus «sp. B», ареал включает воды Южной Африки (возможно, юг подводных горах) и Австралии. Эти акулы встречаются на континентальном шельфе и подводных горах на глубинах от 402 до 1380 м, хотя чаще всего их можно обнаружить глубже 900 м. В целом Etmopterus unicolor предпочитают держаться глубже прочих чёрных колючих акул, разделяющих их ареал, и, вероятно, ведут пелагический образ жизни.

## Описание
Максимальный зарегистрированный размер самцов И самок составляет 64 и 75 см соответственно. Тело коренастое, цилиндрической формы с широкой, приплюснутой головой и довольно длинным хвостом. Расстояние от начала основания брюшных плавников до воображаемой вертикали, проведённой через основание нижней лопасти хвостового плавника, равно длине головы и дистанции между кончиком рыла и брызгальцами, в 2 раза превышает дистанцию между основаниями грудных и брюшных плавников и в 1,5 раза расстояние между спинными плавниками. У взрослых акул расстояние между основаниями грудных и брюшных плавников сравнительно велико и примерно в 1,2 раза больше длины головы. Расстояние от кончика рыла до шипа у основания первого спинного плавника примерно равно расстоянию между этим шипом и свободным кончиком второго спинного плавника. Ширина головы в 1,5 раза больше расстояния от кончика рыла до рта. Расстояние от кончика рыла до брызгалец примерно равно дистанции между брызгальцами и основаниями грудных плавников. Жаберные щели довольно крупные, шире брызгалец и составляют 1/2 длины глаза. Верхние зубы оснащены менее чем 3 парами зубцов. Основание первого спинного плавника начинается на уровне воображаемой вертикальной линии, проведённой за свободным кончиком грудных плавников. Основание первого спинного плавника расположено ближе к грудным плавникам. Расстояние между спинными плавниками небольшое и примерно равно длине головы. Нижние зубы в форме лезвия имеют одно остриё и сцеплены между собой.
Крупные овальные глаза вытянуты по горизонтали. Позади глаз имеются крошечные брызгальца. Ноздри размещены на кончике рыла. У основания обоих спинных плавников расположены шипы. Второй спинной плавник и шип намного крупнее первых. Грудные плавники маленькие и закруглённые. Верхняя лопасть хвостового плавника удлинена. Кожа неплотно и хаотично покрыта узкими плакоидными чешуйками в виде загнутых крючков. Нижние края плавников лишены чешуи. Окраска тёмно-коричневого или серо-коричневого цвета, резкий контраст между верхней и нижней стороной тела отсутствует в отличие от большинства чёрных колючих акул. Над брюшными плавниками и на хвосте имеются широкие чёрные отметины.

## Биология
Рацион составляют костистые рыбы, в основном светящиеся анчоусы, головоногие, такие как кальмар Watasenia scintillans и в меньшей степени ракообразные, в основном креветки Acanthephyra. На этих акулах паразитируют веслоногие рачки рода Lerneopoda.
Подобно прочим чёрным колючим акулам Etmopterus unicolor размножаются яйцеживорождением, эмбрионы развиваются в матке матери и питаются желтком. В помёте от 9 до 18 новорожденных длиной около 17 см. Самцы и самки достигают половой зрелости при длине 46 и 50 см соответственно. Исследование, проведённое в 1989 году в Суруга бэй показало, в популяции на 23% преобладают гермафродиты. Из 16 изученных гермафродитов 15 функционировали как самки, причём некоторые были беременны, у которых были хорошо развитые птеригоподии, тогда как у одного функционального самца в левом яичке имелась овариальная ткань. Причины такого локального преобладания гермафродитов неясны, вероятно, они связаны с загрязнением среды обитания.

## Взаимодействие с человеком
Вид не имеет коммерческой ценности. В качестве прилова может попадать в глубоководные коммерческие сети. Данных для оценки Международным союзом охраны природы статуса сохранности вида недостаточно.